# Лаптюг
Лаптюг — посёлок в Кичменгско-Городецком районе Вологодской области.
Входит в состав Кичменгского сельского поселения, с точки зрения административно-территориального деления — в Пыжугский сельсовет.
Расстояние до районного центра Кичменгского Городка по автодороге составляет 26 км. Ближайший населённый пункт — Половищенский.
Население по данным переписи 2002 года — 304 человека (139 мужчин, 165 женщин). Всё население — русские.